# كريستوف بيتشو
كريستوف بيتشو (بالفرنسية: Christophe Béchu)‏ (و. 11 يونيو 1974) هو سياسي فرنسي يشغل منصب وزير التحول البيئي وتماسك الأقاليم في حكومة رئيس الوزراء إليزابيث بورن منذ عام 2022.